# Cogollos de Guadix
Cogollos de Guadix ist eine Gemeinde in der Provinz Granada im Südosten Spaniens mit 639 Einwohnern (Stand: 2024). Die Gemeinde liegt in der Comarca Guadix.

## Geografie
Die Gemeinde liegt im Zentrum der Provinz und grenzt an Albuñán, Guadix, Jérez del Marquesado und Lugros.

## Geschichte
Der Ort geht auf die Römerzeit zurück. Nach dem Ende von Al-Andalus gehörte der Ort dem Markgrafen von Villena. Die Morisken wurden im 16. Jahrhundert vertrieben und die Gegend von Siedlern aus Kastilien neu bevölkert.